# Боун, Арчи
Арчи Боун (англ. Archie Bown; 1882, Хигворт — 19 августа 1958, Саутгемптон) — английский футболист, левый нападающий.

## Карьера
Арчи Боун родился в Хигворте, он начал свою карьеру для местной команды «Суиндон Кэжьюалс». В феврале 1904 года он отыграл один матч за клуб «Суиндон Таун», надеясь понравится руководству команды, но клуб медлил с ответом и Боун вернулся в «Кэжьюалс», одновременно работая токарем и монтёром на Большой Западной железной дороге.
В 1907 году Боун опять пробует свои силы в «Суиндон Таун», а затем, понравившись руководству клуба, подписывает первый профессиональный контракт. В первый сезон за клуб он забивает 9 голов в 16-ти матчах, становясь лучшим бомбардиром команды. Сезон 1911—1912 года становится самым результативным для Боуна, он забивает 23 мяча в матчах Южной футбольной лиги. В «Тауне» Боун выиграл Кубок Дубоннета 1909—1912 и Южный благотворительный кубок, а также был финалистом английского суперкубка и полуфиналистом кубка Англии. Боун помог Суиндону выиграть второй чемпионский титул Южной лиги в 1914 году, забив 18 мячей в 36-ти матчах. В апреле 1915 года Боун установил рекорд клуба, забив все шесть безответных мячей Суиндона в матча с «Уотфордом». Карьера в «Суиндон Таун» закончилась у Боуна с началом Первой мировой войны, но Боун со 125 мячами за клуб до сих пор является лучшим голеадором Суиндона.
Во время войны Боун играл за «Саутгемптон», а по окончании военных действий выступал за «Бристоль Сити» и «Уэймут».